# Astaena zischkai
Astaena zischkai är en skalbaggsart som beskrevs av Frey 1973. Astaena zischkai ingår i släktet Astaena och familjen Melolonthidae. Inga underarter finns listade.